# Bâtissons
Pour plus de détails, voir Fiche technique et Distribution.
Bâtissons (Building a Building) est un dessin animé de Mickey Mouse produit par Walt Disney pour United Artists et sorti le 7 janvier 1933.

## Synopsis
Mickey est aux commandes d'une énorme pelle mécanique sur le chantier d'un bâtiment. Minnie arrive sur le chantier dans une charrette tirée par Pluto qui lui sert à vendre des paniers-repas aux ouvriers (à 15 cents l'un). On découvre une foule d'ouvriers tandis que Minnie grimpe à l'ossature du bâtiment. Elle perd son chapeau. Mickey le rattrape avec la pelle et lui rend. En faisant quelques pas de danse pour montrer son acceptation de la gratitude de Minnie, il lance de la terre et perce le plan que tient Pat Hibulaire, contremaître du chantier.

Mickey monte une brouette de brique par le monte-charge, tandis que Pat tente d'attirer l'intention de Minnie. Mickey pousse sa brouette tout en regardant Minnie et ne voit pas qu'il poursuit son chemin sur une poutre levée par une grue puis une corde. Il arrive quand même sur une poutre stable mais bascule à la renverse, les briques perçant un nouveau plan de Pat, suivies par la brouette. Mickey tombe sur une planche en bois en cours de sciage. Pour continuer à impressionner Minnie, il poursuit l'action de scier mais ne remarque pas que le côté sur lequel il est assis est celui qui va tomber. Il chute une première fois et poursuit la coupe sur une planche similaire située plus bas. Mais pour éviter la chute, il tire la planche et saute dessus, mais au deuxième coup la planche est finie. Il tombe et perce lui-même un autre plan de Pat, qui énervé tente de l'étrangler. 
Heureusement, la cloche sonne midi. C'est l'heure du repas et le chantier se vide de ses ouvriers (certains descendant même en parachute). Mickey prépare son sandwich au poisson en coupant le pain avec une scie circulaire. Pour se venger, Pat lance un sac de ciment ce qui lui permet de récupérer le repas de Mickey. Minnie propose à Mickey un de ses paniers mais il n'a pas l'argent. Pat attrape Minnie avec un crochet. Mickey part alors à son secours. Le chantier regorge d'objets et de situations.
À la fin de la poursuite, Mickey et Minnie s'enfuient sur la charrette tandis que le chantier tombe en ruine et qu'au milieu Pat crie à Mickey qu'il est viré. Minnie ajoute le nom de Mickey sur la charrette et Mickey l'embrasse.

## Fiche technique
- Titre original : Building a Building
- Autres Titres[1] :
  - Allemagne: Micky, der Bauarbeiter
  - France : Bâtissons
  - Suède : Uppåt väggarna
- Série : Mickey Mouse
- Réalisateur : David Hand
- Animateur : Ben Sharpsteen
- Voix : Walt Disney (Mickey), Marcellite Garner (Minnie)
- Producteur : Walt Disney, John Sutherland
- Distributeur : United Artists
- Date de sortie[2] : 7 janvier 1933
- Format d'image : Noir et Blanc
- Son : Mono RCA Photophone
- Durée : 7 min
- Langue : (en)
- Pays :  États-Unis

## Commentaires
Le scénario a été en grande partie repris du Oswald le lapin chanceux Sky Scrappers (1928).
Ce film a été nommé en 1934 aux Oscars dans la catégorie Meilleur court métrage d'animation.
C'est le premier film de la série Mickey Mouse à utiliser le système RCA Photophone. Toutefois, la Silly Symphony L'Atelier du Père Noël (10 décembre 1932) et la Parade des nommés aux Oscars 1932 ont déjà utilisé ce système.
Claude Bragdon dans Scribner's Magazine en 1934 déclare que « Minnie est l'adjuvant de Mickey, comme dans Building a Building, le chapeau de Minnie tombe dans un trou d'excavation donnant à Mickey une chance [...] de le récupérer avec la grande pelleteuse métallique [...] qu'il dirige».